# 短頜山雅羅魚
短頜山雅羅魚（学名：Oreoleuciscus potanini）為輻鰭魚綱鯉形目雅羅魚科的一個種，分布於亞洲蒙古及俄羅斯聯邦，體長可達1公尺，體重可達10公斤，壽命可達40年，棲息在河川及湖泊底層水域，屬雜食性，生活習性不明。

## 扩展阅读
- 維基物種上的相關：短頜山雅羅魚

1. ↑  . FishBase.   [September 28, 2019].